# Jean Bouvard
Jean Bouvard, né le 29 septembre 1905 à Tassin-la-Demi-Lune et mort le 18 juillet 1996 à Clairvaux-d'Aveyron, est un organiste et compositeur français.

## Biographie
Jean Bouvard est le grand-père de Michel Bouvard (né en 1958) organiste de la basilique Saint-Sernin de Toulouse, concertiste international.
On lui doit notamment : Ecce panis angelorum, pour chœur mixte. Chant et orgue (1927) -  In memoriam Louis Vierne (1939) - Variations sur un vieux Noël français pour orgue (1933) - Noël provençal pour orgue (1938) - Cinq Fanfares pour ensemble de saxophones (1992). Il a également composé de nombreuses variations sur des Noëls (pour orgue et chœur) entre 1920 et 1963 (cf. son disque de 1966 chez JBP). On lui doit encore Variations sur une chanson populaire irlandaise pour quatuor de saxophones (1996).

## Sources
- Daniel Couturier (postface Rulon Christiansen), Autour de Jean Bouvard, organiste, compositeur et professeur lyonnais : La musique française oubliée, au fil de ses souvenirs…, Longué-Jumelles, Le Vieux Logis, 1994, 78 p. (ISBN 2307074945, lire en ligne).
- Un jardin sous la neige, variations sur une chanson populaire irlandaise pour quatuor de saxophones / Jean Bouvard, cop. 1996.